# Raging Fire
Pour plus de détails, voir Fiche technique et Distribution.
Raging Fire est un film policier hongkongais réalisé par Benny Chan et sorti en 2021. C'est le dernier film du réalisateur.

## Synopsis
Cheung Sung-bong est un flic exemplaire admiré de tous pour avoir résolu ses affaires avec brio. Mais lors d'une opération d'infiltration, la police est doublée par des justiciers masqués dirigés par Ngo, son ancien protégé : son passé refait alors surface.

## Fiche technique
- Réalisation : Benny Chan
- Scénario : Benny Chan
- Production : Emperor Film Production Company, Sil-Metropole Organisation, One Cool Group Limited, Central Motion Pictures, BC Films Production
- Pays de production :  Hong Kong,  Chine
- Durée : 126 minutes
- Dates de sortie :
  - Chine : 30 juillet 2021
  - Hong Kong : 19 août 2021

## Distribution
- Donnie Yen : Cheung Sung-bong (張崇邦)
- Nicholas Tse : Yau Kong-ngo (邱剛敖)
- Qin Lan : Anna Lam (藍可盈)
- Simon Yam : Lok Chi-fai (駱智輝)
- Ray Lui : Yiu Yeuk-sing (姚若成)
- Ben Yuen : Seto Kit (司徒傑)
- Ben Lam :  Au Man-kwai (區萬貴)
- Ken Lo : Ma Kau-wing (馬交榮)
- Patrick Tam : Yuen Ka-po (袁家寶)
- Kenny Wong : Tai Cheuk-yin (戴卓賢)
- Deep Ng : Chow Chi-chun (周子俊)
- Jeana Ho : Turbo Lui (呂慧思)
- Angus Yeung : Cho Ning (曹寧)
- Bruce Tong : Kwan Chung-him (關頌謙)
- Yu Kang : Mok Yik-chuen (莫亦荃)
- German Cheung : Chu Yuk-ming (朱旭明)
- Tony Wu : Law Kim-wah (羅劍華)
- Kwok Fung : Fok Siu-tong (霍兆堂)
- Derek Kok
- Matt Chow
- Fire Lee
- Mak Cheung-ching
- Cheung Kwok-keung
- Julius Brian Siswojo

## Distinctions

### Récompenses
- 40e cérémonie des Hong Kong Film Awards : meilleur film, meilleure réalisation, meilleur montage et meilleure chorégraphie d'action[1]

## Box-office
- : 225 000 000 $ US[réf. nécessaire]